# 小行星6233
小行星6233（英語：6233 Kimura）是一颗围绕太阳公转的小行星。1986年2月8日，伊野田繁、浦田武在烏山町发现了此天体。以日本天文學家木村榮命名。
这颗小行星的绝对星等为205.10649等。